# Zajácz András
Zajácz András (Timár, 1928. április 6. – Tokaj, 2013.) magyar festőművész.

## Életpályája
Fiatal kora óta rendszeresen rajzolt, majd Budapestre kerülve különböző képzőművészeti körökbe járt rajzolni. József Attila Szabadegyetem, művészettörténet szak. A Műcsarnokban 1960-ban megrendezett Képzőművészeti körök országos kiállításán III. díjat nyert. Tanárai többek között Xantus Gyula és Bak Imre voltak. Két évtizeden keresztül részt vett a Tokaji Művésztelep munkájában. A Képzőművészeti Kivitelező Vállalat minta-, formakészítő díszítőszobrásza, műemlék restaurátora volt. Az Operaház helyreállítási munkáinál kifejtett tevékenységéért a Művelődési Miniszter kitüntetésben részesítette. Legjobb munkáinál – napsütötte tájképeinél – a naiv művészet szín- és formarendszerét áttörve, a posztimpresszionista hagyományok szerint festette meg a kompozíciót. A 60-as évek elejétől részt vett különböző képzőművészeti körök kiállításain.

## Egyéni kiállítások
- 1969 • Művelődési Ház, Rakamaz
- 1970 • Művelődési Ház, Monor
- 1980 • Zilahy György Művelődési Ház, Tokaj • Művelődési Ház, Dabas • Művelődési Ház, Timár
- 1985 • Helyőrségi Tisztiház, Nyíregyháza
- 1986 • KPVDSZ Művelődési Ház, Nyíregyháza • Művelődési Ház, Újfehértó
- 1988 • Művészetbarátok Egyesülete, Budapest
- 1989 • Jurta Színház, Budapest
- 1990 • Napfény Szálló, Budapest
- 1999 • Szabolcsvezér Általános Iskola, Timár • Gutenberg Galéria, Budapest • Neumann János Szakközépiskola, Budapest
- 2000 • Magyar Kultúra Alapítvány Galéria, Budapest.

## Válogatott csoportos kiállítások
- 1960 • Műcsarnok, Budapest
- 1978 • Művelődési Ház, Ózd
- 1981 • Józsefvárosi Művelődési Ház, Budapest
- 1982 • Budapesti Történeti Múzeum, Budapest • Szabolcs-Szatmár megyei festők kiállítása, Jurta Színház, Budapest
- 1989 • Templom Múzeum, Bécsújhely
- 1992, 1995 • XXVII., XXIX. Alföldi Tárlat, Munkácsy Mihály Múzeum, Békéscsaba
- 1994 • Ferencvárosi Művelődési Ház, Budapest
- 1998 • Magyarok Háza, Budapest
- 1999 • Újpest Galéria, Budapest
- 1999, 2000 • Szentendrei Tárlat, Művészetmalom, Szentendre
- 2001 • Szentendrei Tárlat, MűvészetMalom, Szentendre • XXXII. Alföldi Tárlat, Munkácsy Mihály Múzeum, Békéscsaba

## Köztéri művei
- Betakarítás (akril, farost pannó, 1987, Timár)

## Művek közgyűjteményekben
- Jósa András Múzeum, Nyíregyháza
- Múzeum, Mosonmagyaróvár